# 崔恭 (唐朝)
崔恭（?—?），唐朝政治人物，出自博陵崔氏的博陵第三房。
生於唐太宗時期，娶妻张氏，歷官太原節度副使、檢校右散騎常侍、汾州（今山西省）刺史。有女崔少玄嫁卢陲。